# 長鬐面
長鬐面（チャンギめん、ハングル：장기면）は、大韓民国慶尚北道浦項市南区の面の一つ。
浦項市の最南端に位置し、南は慶州市甘浦邑と隣接していて、海岸と陸地とを結ぶ交通の要衝である。
かつて倭寇の侵入が多かった土地であり、代表的な文化遺跡として長鬐邑城、磊城山城、長鬐牟浦ジュル、斥和碑などの他、李氏朝鮮時代の学者、宋時烈、丁若鏞などから影響を受けた郷校、書院、史跡碑および忠孝館などが点在している。文化財として長鬐邑城は韓国で唯一城門が3つある邑城として史跡第386号に指定されている。

景勝地である長鬐面の14.5kmの海岸線には12の漁村と21の農村の集落があって、海産物はホヤやワカメが豊富で、農産物はトックリイチゴが名物である。

## 歴史
- 長鬐郡県内面、西面[4]
- 1914年4月1日 - 迎日郡長鬐面、峯山面[5]
- 1934年4月1日 - 長鬐面・峯山面が合併して只杏面（지행면）となり、23里を管轄、面事務所は邑内里に位置した。[6]
- 1991年12月1日 - 只杏面は現在の面名である長鬐面に改称した。[4]

## 行政区画
23法定里、33行政里を管轄。面事務所は邑内里108番地にある。
- 渓院里 - 계원리【溪院里】（ケウォン＝ニ）
- 斗院里 - 두원리【斗院里】（トゥウォン＝ニ）
- 水城里 - 수성리【水城里】（スソン＝ニ）
- 良浦里 - 양포리【良浦里】（ヤンポ＝リ）
- 琴谷里 - 금곡리【琴谷里】（クムゴク＝ニ、クムゴンニ）
- 大津里 - 대진리【大津里】（テジン＝ニ）
- 馬峴里 - 마현리【馬峴里】（マヒョン＝ニ）
- 牟浦里 - 모포리【牟浦里】（モポ＝リ）
- 新倉里 - 신창리【新倉里】（シンチャン＝ニ）
- 霊岩里 - 영암리【靈岩里】（ヨンアム＝ニ）
- 金吾里 - 금오리【金吾里】（クモ＝リ）
- 大谷里 - 대곡리【大谷里】（テゴク＝ニ、テゴンニ）
- 西村里 - 서촌리【西村里】（ソチョン＝ニ）
- 新渓里 - 신계리【新溪里】（シンゲ＝リ）
- 井泉里 - 정천리【井泉里】（チョンチョン＝ニ）
- 竹井里 - 죽정리【竹井里】（チュクチョン＝ニ）
- 倉旨里 - 창지리【倉旨里】（チャンジ＝リ）
- 鶴渓里 - 학계리【鶴溪里】（ハッケ＝リ）
- 鶴谷里 - 학곡리【鶴谷里】（ハッコク＝ニ、ハッコンニ）
- 芳山里 - 방산리【芳山里】（パンサン＝ニ）
- 山西里 - 산서리【山西里】（サンソ＝リ）
- 邑内里 - 읍내리【邑內里】（ウムネ＝リ）
- 林中里 - 임중리【林中里】（イムジュン＝ニ）